# Magnum (SUV)
Der Magnum ist ein italienisches SUV, das von 1985 bis 2003 gebaut wurde. Das Auto steht in der Tradition des Monteverdi Safari und wird gelegentlich als italienische Alternative zum Range Rover beschrieben. Der Magnum gilt als einer der ersten Luxus-SUVs. Initiator des Projekts war das im Piemont ansässige Unternehmen Rayton Fissore, das den Wagen unter Einbindung zahlreicher Zulieferer bis 1992 baute und als Rayton Fissore Magnum 4x4 verkaufte. Einige andere Betriebe setzten die Fertigung danach bis 2003 fort. Zeitweise hieß das Auto in Europa Fissore Magnum; auf dem nordamerikanischen Markt wurde es dagegen als Laforza verkauft. Alle Versionen zusammengenommen, entstanden in 18 Jahren etwa 6000 Fahrzeuge.

## Entstehungsgeschichte
Der Magnum geht auf das 1976 von Giulio Malvino und anderen gegründete Unternehmen Rayton Fissore zurück, das bis 1982 für den Schweizer Automobilhersteller Monteverdi den Geländewagen Safari in Kleinserie produziert hatte. Als Peter Monteverdi 1982 den Bau des Safari ersatzlos einstellte, sah Rayton Fissore ausreichendes Marktpotenzial für ein neues, in der Tradition des Safari stehendes Geländefahrzeug mit aktualisierter Technik, das eine Alternative zu dem mittlerweile veralteten und rustikalen Range Rover sein konnte. Daraus wurde der Rayton Fissore Magnum, der 1983 und 1984 unter Einbindung verschiedener Dienstleister entwickelt wurde. Der Magnum übernahm einzelne Konstruktionsdetails des Konzeptfahrzeugs Taxi Torino, das Rayton Fissore 1983 entwickelt hatte.
Rayton Fissore brachte den Magnum 1985 auf den Markt. Er wurde zunächst in Italien und einigen anderen europäischen Ländern verkauft. Die Verbreitung war durch ein schwaches Händler- und Kundendienstnetz begrenzt. Größere Staatsaufträge unter anderem von verschiedenen Polizeieinheiten sicherten allerdings zumindest in den 1980er-Jahren eine ausreichende Auftragslage. Zum Ende des Jahrzehnts versuchte Rayton Fissore, zusätzlich den nordamerikanischen Markt zu erschließen. Hierzu wurde der Magnum mit großen amerikanischen Achtzylindermotoren ausgestattet. Letztlich war auch auf diesem Weg kein dauerhafter Erfolg zu erreichen. Finanzielle und juristische Krisen, darunter die Beteiligung an einem Schmiergeldskandal und die Insolvenz eines größeren Investors, führten zu mehreren Eigentümerwechseln und wiederholten Produktionsunterbrechungen. Den jeweiligen Eigentümern fehlten die Mittel, um die Konstruktion kontinuierlich weiterzuentwickeln. In welchem Umfang in den 1990er-Jahren noch Autos für den europäischen Markt produziert wurden, ist unklar. Die letzten Magnums wurden 2003 in den USA verkauft; einige dieser Autos waren bereits mehrere Jahre vorher gebaut worden.

## Hersteller
Der Magnum wurde innerhalb von 18 Jahren von vier verschiedenen, formal voneinander unabhängigen Unternehmen produziert:
- Von 1985 bis 1992 entstand der Magnum bei Rayton Fissore.

- Nach dessen Involvenz setzte das von Giulio Malvino neu gegründete Unternehmen Fissore Co. die Produktion des Magnum von 1993 bis 1997 fort. In dieser Zeit hieß das Auto Fissore Magnum.[6]

- Nachdem auch Fissore Co. in wirtschaftliche Schwierigkeiten geraten war, ging der Bau des Autos 1997 auf Magnum Industriale über, an dem Malvino ebenfalls beteiligt war.

- Im Frühjahr 1999 übernahm das US-amerikanische Unternehmen Laforza Automobiles, das den Magnum seit 1989 in die USA einführte, die Produktionsrechte und übertrug sie auf das neu gegründete Tochterunternehmen Laforza International in Cherasco. Hier entstanden die letzten Magnum. 2003 endete die Produktion des Autos endgültig.[6]

Der Zulieferbetrieb Golden Car, der seit 1985 die Bleche für den Magnum gepresst hatte, erwarb 2003 die Produktionsrechte, brachte aber keine Serienfertigung mehr zustande.

## Modellbeschreibung

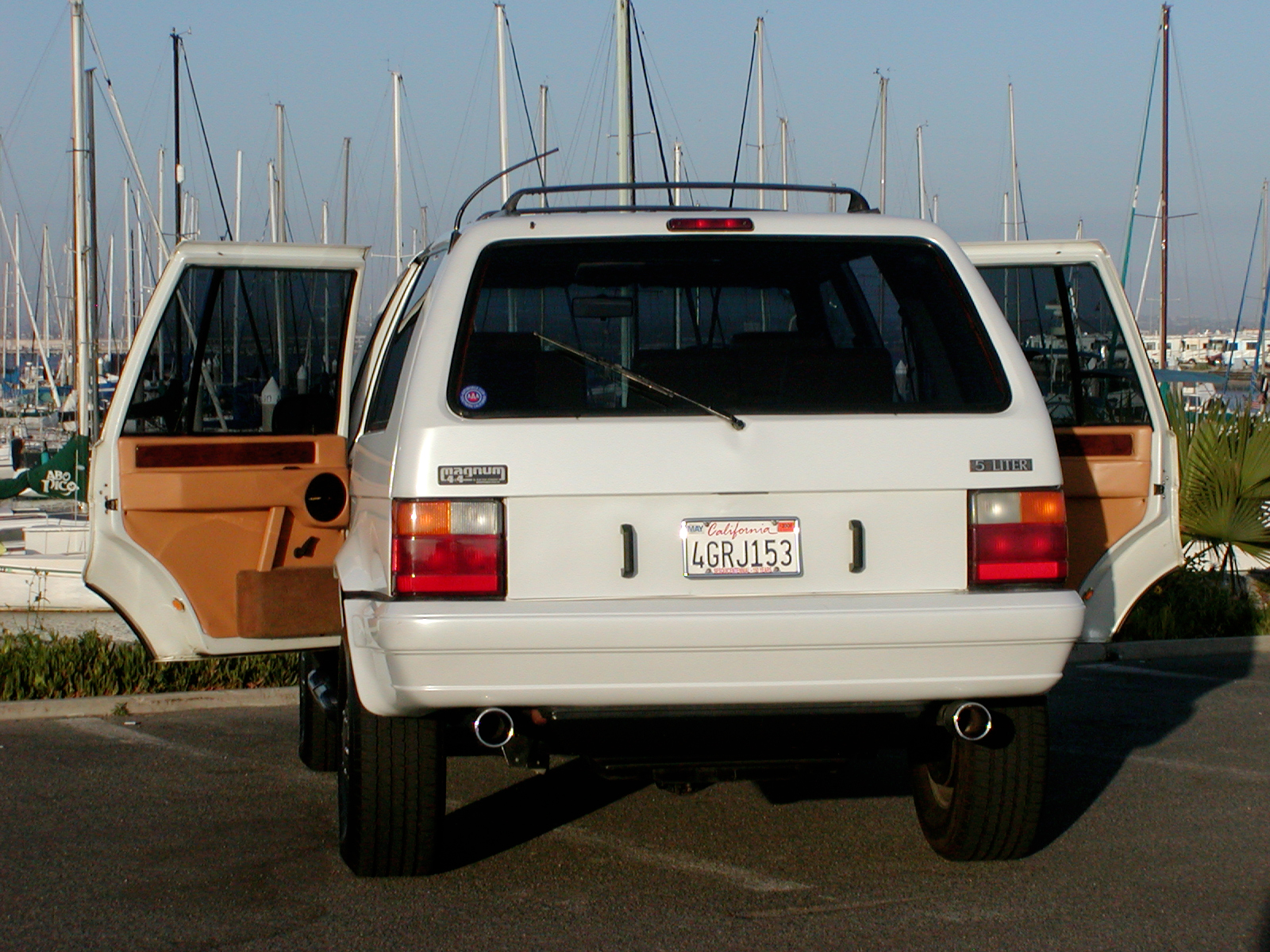
Heckpartie mit Citroën-BX-Rückleuchten

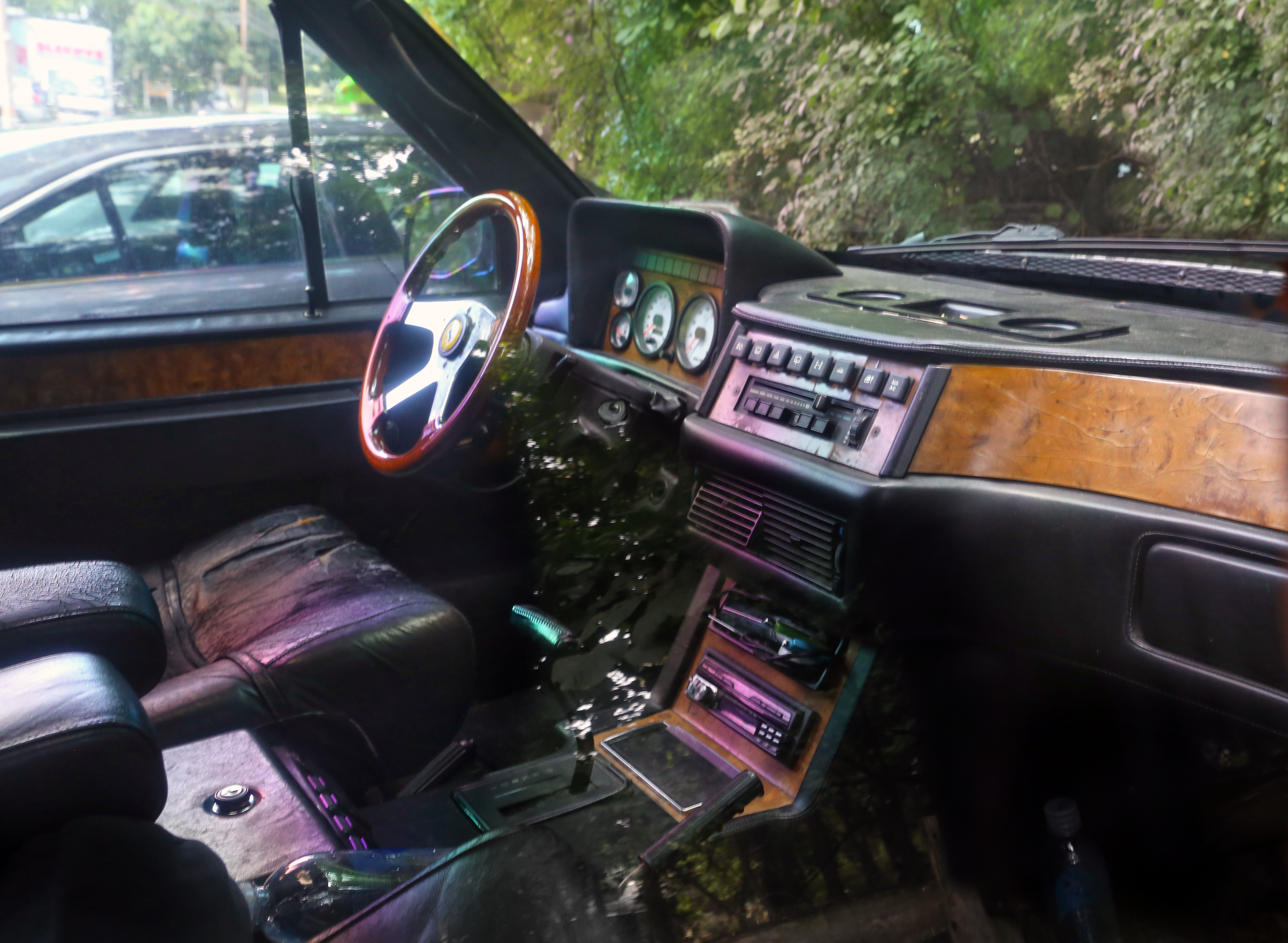
Interieur (Laforza)

### Fahrwerk
Technische Basis des Magnum ist der Rahmen des allradgetriebenen Militärfahrzeugs Iveco WM40-10, das seinerseits vom Iveco Daily abgeleitet ist. Vom Iveco stammt auch die Aufhängung. Die vorderen Räder sind einzeln aufgehängt. Vorn sind Querlenker, Schubstreben und Torsionsfederstäbe eingebaut. Hinten hat der Magnum eine Starrachse mit Halbelliptikfedern und doppelten Dämpferbeinen.

### Karosserie und Interieur
Der Magnum ist ein viertüriger Kombi mit großer Heckklappe.
Abgesehen vom ersten Prototyp, dessen Aufbau aus glasfaserverstärktem Kunststoff gebaut wurde, besteht die Karosserie aller Magnum-Modelle aus gepresstem Stahl. Die Karosserieteile wurden bei praktisch allen Fahrzeugen vom Zulieferer Golden Car in Caramagna Piemonte hergestellt. Der Aufbau war nach dem von Rayton Fissore patentierten Univis-Prinzip konstruiert: Es gibt ein tragendes Gerüst aus Vierkantrohren, das mit dem Chassis verbunden ist und an dem die Karosserieteile angeschraubt werden. Dadurch erhielt der Rahmen zusätzliche Festigkeit.
Die Form der Karosserie wurde von Tom Tjaarda entworfen. Nach seiner Darstellung erledigte er die Arbeit in allen Einzelheiten allein ohne Hilfskräfte. Tjaarda gestaltete einen glattflächigen Aufbau „ohne Schnickschack“ mit großen Glaspartien und ohne ausgeprägte Ecken. Zahlreiche Anbauteile kamen von Großserienherstellern. Die Breitbandscheinwerfer, in die die Blinker seitlich integriert sind, übernahm Tjaarda von der Schräghecklimousine Lancia Beta, die Rückleuchten vom Citroën BX und die Türgriffe jedenfalls bei späteren Versionen vom Range Rover. Das Karosseriedesign polarisierte. Bei seiner Vorstellung wirkte der Magnum moderner als der Monteverdi Safari oder der Range Rover. Einem Autor zufolge sah der Magnum bei seiner Vorstellung 1985 aus wie ein Range Rover von 1995. Andererseits wurde das Design als beliebig, fantasielos und ohne Eigenständigkeit beschrieben. In Italien findet sich vielfach die Einschätzung, der Magnum sehe aus „wie ein gigantischer Fiat Uno“.
Das Interieur des Magnum ist hochwertig ausgestattet. Zum Serienumfang gehören mit Leder bezogene und elektrisch verstellbare Sitze, elektrische Fensterheber, eine Klimaanlage und eine Stereoanlage.

### Motorisierungen
Der Magnum war mit einer Reihe verschiedener Otto- und Dieselmotoren erhältlich. Die Kraftübertragung übernimmt bei den europäischen Versionen ein handgeschaltetes Fünfganggetriebe von ZF; die US-amerikanischen Ausführungen haben Automatikgetriebe.
Auf dem europäischen Markt stand als Basismotorisierung anfänglich ein 2,0 Liter großer Reihenvierzylinder-Ottomotor von Lancia im Programm, der mit einem Roots-Gebläse aufgeladen ist und 99 kW (135 PS) leistet. Ab 1986 gab es außerdem gegen Aufpreis den Sechszylinder-V-Motor von Alfa Romeo („Busso“) mit 2,5 Liter Hubraum und einer Leistung von 115 kW (156 PS). Alternativ war ein von SOFIM gebauter, 2445 cm³ großer Turbodieselmotor aus dem Iveco-Nutzfahrzeugprogramm erhältlich, der 66 kW (90 PS) leistete.
1987 ersetzte Rayton Fissore zunächst den SOFIM-Motor durch einen moderneren, 80 kW (109 PS) starken Vierzylinder-Turbodiesel mit Ladeluftkühler von VM, bevor 1989 schließlich ein Sechszylinder-Turbodiesel von BMW aus der Baureihe M21 mit 2443 cm³ Hubraum und einer Leistung von 125 PS verfügbar wurde.
1988 strich Rayton Fissore die italienischen Ottomotoren aus dem Programm. An ihre Stelle trat ein Reihensechszylindermotor von BMW aus der M30-Reihe mit 3430 cm³ Hubraum und einer Leistung von 155 kW (211 PS).
Mit der Insolvenz Rayton Fissores 1992 fanden auch die Beziehungen zu BMW ihr Ende. Der neu gegründete Hersteller Fissore Co. griff ab 1993 erneut auf Dieselmotoren von VM zurück, verwendete aber eine andere Ausführung als in der Zeit bis 1988. Der VM-Motor blieb bis zur Jahrtausendwende die einzige in Europa erhältliche Motorisierung des Magnum.
Für den nordamerikanischen Markt wurde der Magnum auf den Betrieb mit großen Achtzylindermotoren umgestellt. Einige dieser Varianten fanden auch europäische Kunden.
| Übersicht über die Motorisierungen für den europäischen Markt |             |             |          |          |                |                 |                      |           |
| Bauart                                                        | Hersteller  | Bezeichnung | Zylinder | Hubraum  | Bohrung × Hub  | Leistung        | maximales Drehmoment | Zeitraum  |
| Dieselmotor                                                   | SOFIM       | 8144.21     | R4       | 2445 cm³ | 93 × 90 mm     | 66 kW (90 PS)   | 196 Nm               | 1986–1987 |
| Dieselmotor                                                   | VM          | HR492HT     | R4       | 2393 cm³ | 92 × 90 mm     | 80 kW (109 PS)  | 252 Nm               | 1987–1989 |
| Dieselmotor                                                   | BMW         | M21D24      | R6       | 2443 cm³ | 92 × 90 mm     | 85 kW (116 PS)  | 220 Nm               | 1989–1992 |
| Dieselmotor                                                   | VM          | HR425CLI    | R4       | 2498 cm³ | 92 × 94 mm     | 88 kW (120 PS)  | 258 Nm               | ab 1993   |
| Ottomotor                                                     | Fiat/Lancia | 828 CB.1A.0 | R4       | 1981 cm³ | 84,0 × 90,0 mm | 99 kW (135 PS)  | 206 Nm               | 1985–1988 |
| Ottomotor                                                     | Alfa Romeo  | Tipo 119    | V6       | 2492 cm³ | 88 × 68,3 mm   | 115 kW (156 PS) | 210 Nm               | 1986–1988 |
| Ottomotor                                                     | BMW         | M30B25      | R6       | 3430 cm³ | 92 × 86 mm     | 155 kW (211 PS) | 305 Nm               | 1989–1992 |

### Maße und Gewichte
Mit einer Länge von 4570 mm und einer Höhe von 1781 mm hat der Magnum nahezu die gleichen Abmessungen wie der britische Range Rover. Das Leergewicht liegt je nach Motorisierung zwischen 2230 und 2380 kg.

## Produktionsprozess
Die Karosseriebleche des Magnum stellte der Zulieferer Golden Car in Caramagna Piemonte her.
Der Zusammenbau der in Europa verkauften Autos für den europäischen Markt erfolgte bis 1992 bei Rayton Fissore in Cherasco, danach bei Fissore Co. am gleichen Ort. Nachdem Fissore Co. die Magnum-Produktion übernommen hatte, versuchte Giulio Malvino, die Komplettierung des Autos in eine neu errichtete, aber nie in Betrieb genommene Fabrik von Oto Melara in der kalabrischen Gemeinde San Fernandino zu verlagern. Dabei ging es in erster Linie darum, italienische und europäische Strukturfördermittel zu erhalten. Diese Bemühungen ließen sich nicht umsetzen. Die Produktion fand bis zur endgültigen Beteiebseinstellung in Cherasco statt.
Die in die USA exportierten Fahrzeuge wurden nicht bei Rayton Fissore bzw. Fissore Co. komplettiert, sondern zunächst bei Pininfarina und später in einem amerikanischen Montagebetrieb in Michigan.

## Produktionsumfang
Die meisten Quellen gehen davon aus, dass insgesamt ungefähr 6000 Fahrzeuge hergestellt wurden. Etwa 1200 davon waren Laforzas für die USA. Vieles spricht dafür, dass es keine kontinuierliche Produktion gab: Die wiederholten Insolvenzen und anschließenden Eigentümerwechsel bzw. Neugründungen der herstellenden Betriebe führten zu mehrfachen Produktionsunterbrechungen.
Eine lückenlose Aufschlüsselung der Produktion auf einzelne (Modell-)Jahre ist nicht dokumentiert; die Quellen lassen lediglich einige kontingentartige Zuweisungen zu. Gesichert ist, dass bis 1989 etwa 1500 Magnum mit dem VM-Dieselmotor ausgeliefert wurden, von denen die meisten an die italienische Polizei geliefert worden seien, ferner, dass 120 Autos Alfa Romeos Sechszylindermotor erhielten und dass insgesamt etwa 1200 der 6000 Autos als Laforza Käufer in die USA gefunden haben. Im Übrigen gibt es sehr unterschiedliche Darstellungen. Eine Quelle meint, die Produktion des Magnum sei für den europäischen Markt bereits 1993 eingestellt worden, sodass danach nur noch Autos für Nordamerika gebaut worden seien. Dem stehen zahlreiche andere Veröffentlichungen – mit Abweichungen im Detail – entgegen. Einer Quelle zufolge wurden 1987 bis 1997 insgesamt 1300 Magnum in Italien zugelassen. Einem anderen Bericht zufolge habe Fissore Co. im Frühjahr 1993 eine Bestellung der italienischen Behörden über 100 Fahrzeuge erhalten.
Es gibt Hinweise darauf, dass im Laufe der Jahre eine Reihe von Haldenfahrzeugen produziert wurde, die erst mit großer Verzögerung verkauft werden konnten. So stand in den USA im Jahr 2000 ein Laforza-Neuwagen zum Verkauf, dessen Herstellungsjahr mit 1989 angegeben war.

## Laforza

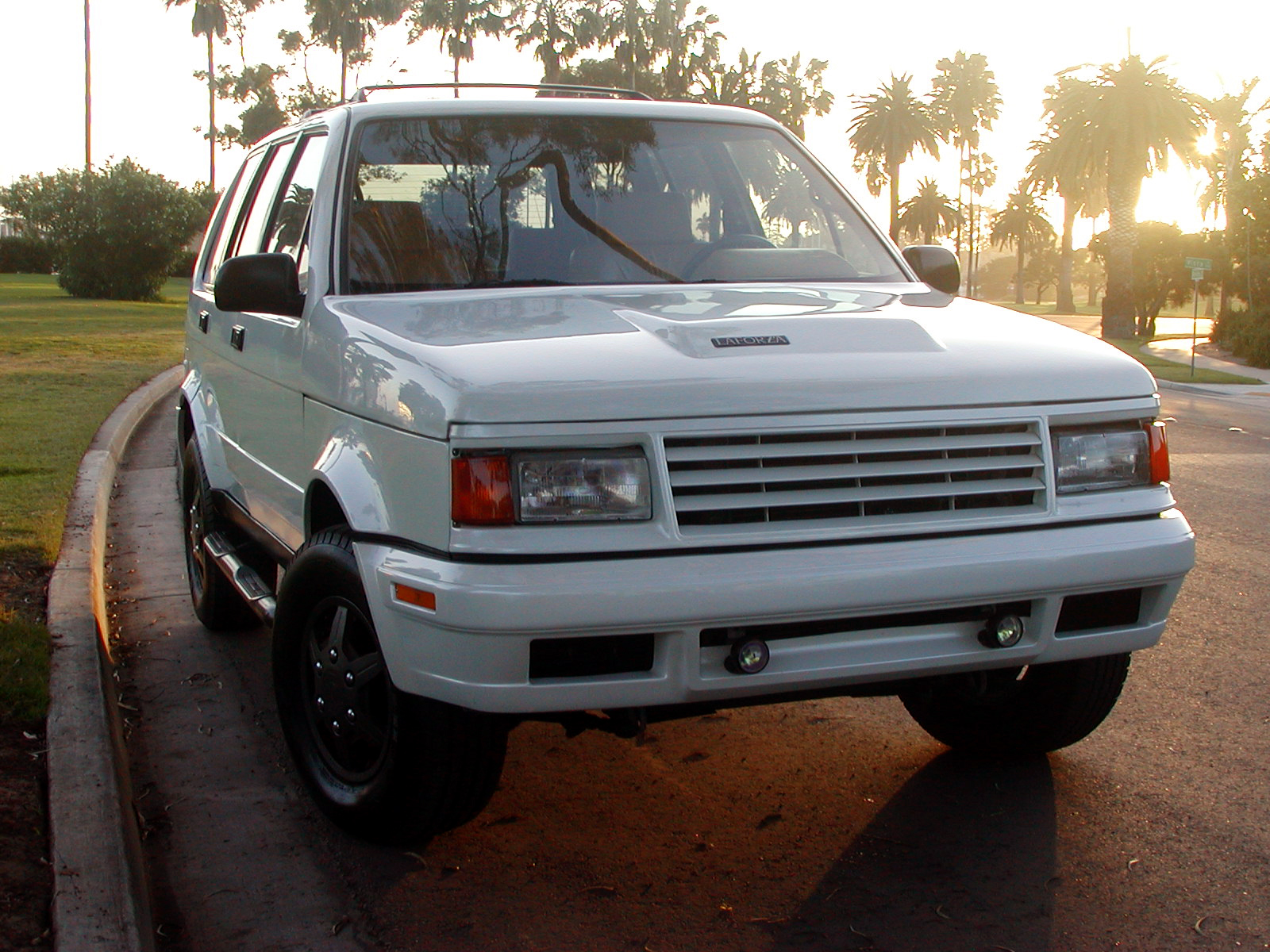
Laforza

Ab 1989 wurde der Magnum in die USA exportiert. Der Verkaufsname lautete dort Laforza (zusammengezogen aus italienisch la forza, deutsch: die Kraft).
Für den nordamerikanischen Markt wurde das Auto in Details verändert. So wurde der Iveco-Rahmen zusätzlich verstärkt. Als Antriebsquelle wurde anfänglich ein 4942 cm großer Achtzylinder-V-Motor von Ford aus der Windsor-Reihe mit einer Leistung von 138 kW (188 PS) eingebaut. Nach der Übernahme der Produktion durch Fissore Co. 1993 war der Motor auf Wunsch mit einem Turbolader erhältlich; in diesem Fall stieg die Leistung auf 320 PS. Später waren alternativ eine 5766 cm³ große Variante des Windsor-Motors mit 240 PS und ein 6,0 Liter großer Achtzylinder-V-Motor von General Motors erhältlich. Anstelle des in Europa üblichen Schaltgetriebes sind die Laforza mit einer Getriebeautomatik ausgestattet.
Anders als die europäischen Autos, wurden die für USA bestimmten Wagen bis 1990 bei Pininfarina in Grugliasco zusammengebaut. Später übernahm der US-amerikanische Magnum-Importeur die Komplettierung.

## Bedeutung
Der Rayton Fissore Magnum gilt als das erste oder zumindest eines der ersten Luxus-SUVs. Einige Autoren meinen, er sei bei seiner Markteinführung seiner Zeit voraus gewesen und sei in einer Zeit, als teure Autos typischerweise ein Stufenheck hatten, nicht verstanden worden.